# Gnaphosa lonai
Gnaphosa lonai är en spindelart som beskrevs av Lodovico di Caporiacco 1949. Gnaphosa lonai ingår i släktet Gnaphosa och familjen plattbuksspindlar.
Artens utbredningsområde är Italien. Inga underarter finns listade i Catalogue of Life.